# Koeksister

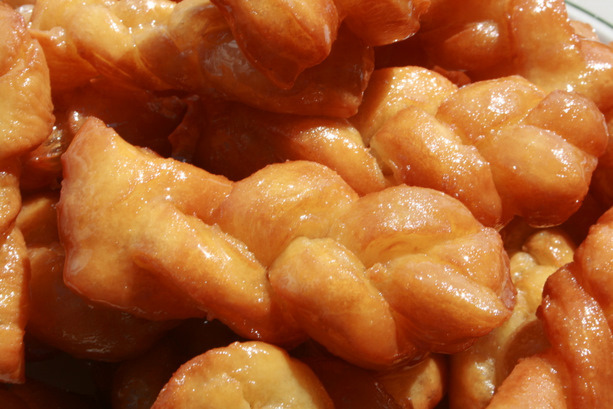
Koeksister (détail)

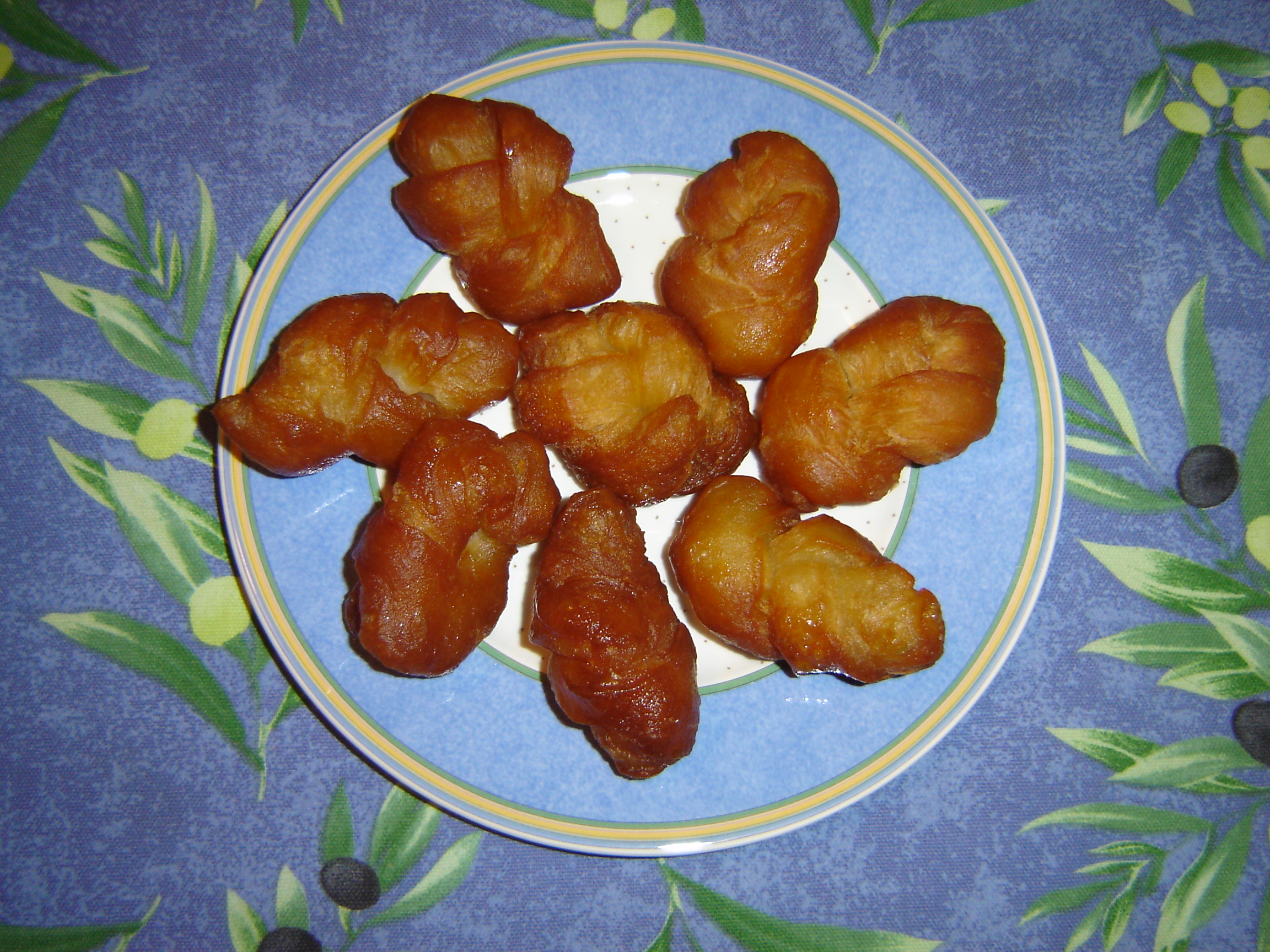
Koeksisters sur une assiette

Une koeksister, koeksuster ou koesister est une pâtisserie sud-africaine à la pâte de beignet tressée et enrobée de sirop. La pâte est frite comme les beignets, puis trempée dans un bain de sirop de canne froid. Les koeksisters se mangent froides, sont très collantes et sucrées. Leur goût se rapproche du miel.
Le nom provient du néerlandais koek qui signifie gâteau (voir une couque en Belgique). La partie sister ou suster est interprétée de manière variable selon les étymologues. Pour plusieurs, le « sister » serait une déformation de sisser et signifierait « friture », ce qui grésille (du verbe « sissen »), mais pour Boshoff cette partie doit être comprise comme « suster » (sœur) parce que ce beignet est tressé un peu à la manière d'une poupée. Il faudrait rapprocher ce terme de pâtisseries hollandaises appelées « koekbroers » et « koekzusters » (respectivement « gâteaux frères » et « gâteaux sœurs ») qui ressemblent également à des poupées.
Les koeksisters seraient d'origine métisse du Cap (Malais du Cap). La version afrikaner est nettement plus sucrée et croquante alors que la version malaise du Cap a une texture qui se rappoche du gâteau, est plus épicée et est recouverte de noix de coco. La version malaise du Cap porte d'ailleurs plutôt le nom de koesister.

## Popularité

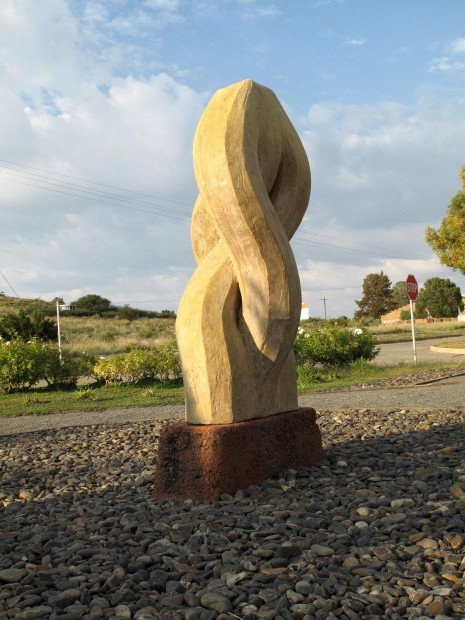
Le monument d'Orania

Orania, une petite ville dans le Cap du Nord, a érigé une statue en honneur de la koeksister, centre d'attention lors du « festival des koeksisters ».